# Padang Garugur Julu
Padang Garugur Julu is een bestuurslaag in het regentschap Padang Lawas van de provincie Noord-Sumatra, Indonesië. Padang Garugur Julu telt 221 inwoners (volkstelling 2010).